# Мост Сан-Хуан
Мост Сан-Хуан — мост через реку Гвадалквивир в городе Севилье.

## История
Строительство моста началось 2 декабря 1929 года барселонской компанией La Maquinista Terrestre y Marítima. Мост был открыт для движения уже в 1930 году, через четыре года после того, как другой «железный мост» в Севилье, мост Альфонсо XIII, ныне демонтированный, был открыт королем Альфонсо XIII. 
Фактически, до строительства мостов Всемирной выставки 1992 года, это был единственный мост, который соединял юг Альхарафе с Севильей. В связи с перегруженностью переправы потребовалось строительство моста короля Хуана Карлоса I, открытого в 1981 году. 
В начале 21-го века мост требовал капитального ремонта в связи с износом. 16 марта 2007 года движение транспортных средств было временно запрещено, сохраняя его для пешеходов и велосипедистов.

## Характеристика
Мост имеет длину 180 метров и ширину 10 метров, конструкция моста изготовлена из стали с заклепками. Сегмент моста может подниматься благодаря внушительному противовесу, чтобы сделать возможным проход судов. Эта функция не используется с 1981 года, когда был открыт мост короля Хуан-Карлоса I, который находится примерно в 200 метрах вверх по течению и является неразводным. Это сделало рукав реки недоступным для судоходства крупных судов. 